# Alektromancja

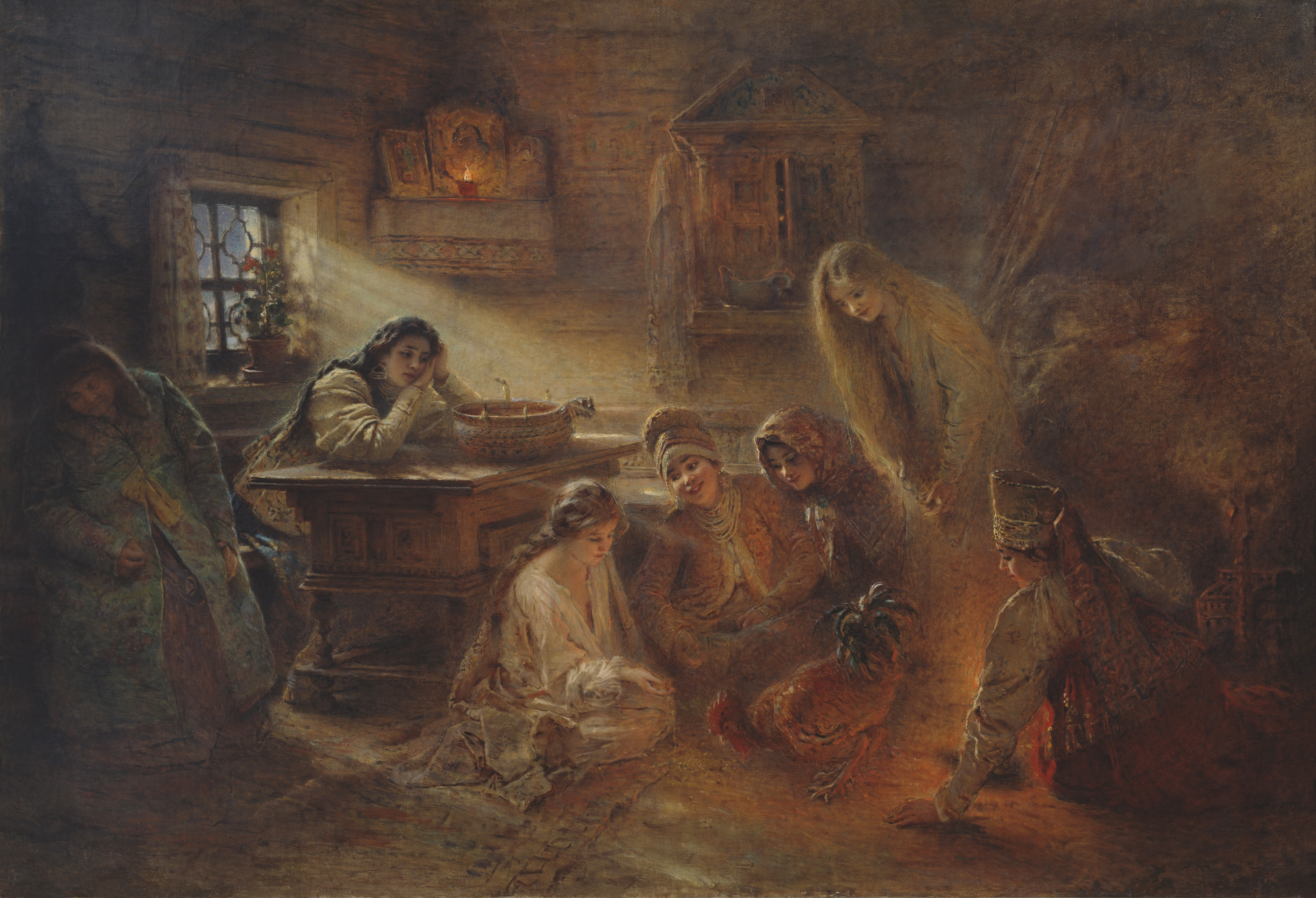
Konstantin Makowski, Wróżby Bożonarodzeniowe. Obraz olejny na płótnie, przedstawiający alektromancję.

Alektromancja, alektriomancja, alektoromancja (gr. ἀλεκτρυών, alectryon – „kogut”, μαντεία, manteia, „dywinacja”) – forma wróżenia polegająca na obserwacji ptaków.
Zazwyczaj wykorzystywanym do tego ptakiem był biały kogut. Wróżono głównie na dwa sposoby: rozsypywano ziarna w kole na ziemi, do którego wrzucono ziarna i obserwowano, które ziarna wybierze jako pierwsze albo trzymano koguta na rękach i wymieniano litery, czekając przy której literze kogut zapieje.

## Historia
Koguty były powszechnie używane do przepowiadania przyszłości w różnych częściach świata. Najbardziej powszechną i popularną formą tej wróżbiarstwa była obserwacja koguta jedzącego ziarno rozsypane na literach. Praktykę tę stosowano, gdy słońce lub księżyc znajdowały się w znaku Barana lub Lwa. Na ziemi rysowano krąg liter (początkowo 24, ponieważ: j, v były pisane jednakowo jak kolejno: i, u) i na każdej literze kładziono jakieś ziarno. Następnie wypuszczano koguta, zazwyczaj białego, który wybierał ziarna, tworząc w ten sposób wróżbiarską wiadomość lub znak. Wybrane litery można było odczytać w kolejności, w jakiej zostały wybrane, lub przestawić, tworząc anagram. Czasami odczytujący dostawali dwie lub trzy litery. Ziarna zabrane przez koguta były zastępowane nowymi.
Nie wiadomo dokładnie, jak dawno temu praktykowano tę formę wróżenia, ale można ją datować na co najmniej 300 n.e., o czym świadczy Jamblich, syryjski filozof neoplatonicki pochodzenia arabskiego. Według legendy mag Jamblich użył tej sztuki, aby odkryć osobę, która powinna zastąpić Walensa Cezara w imperium, ale ptak wybierając cztery ziarna, te które leżały na literach „T h e o”, pozostawił niepewność, czy wyznaczoną osobą był Teodozjusz, Teodot, Teodor, czy Teodektes. Walens, dowiedziawszy się, co się stało, skazał na śmierć kilka osób, których imiona nieszczęśliwie zaczynały się od tych liter.